# Batcheloromyces leucospermi
Batcheloromyces leucospermi är en svampart som beskrevs av Joanne E. Taylor & Crous 1999. Batcheloromyces leucospermi ingår i släktet Batcheloromyces och familjen Teratosphaeriaceae.   Inga underarter finns listade i Catalogue of Life.